# Geoffroy de Villehardouin
Geoffroy de Villehardouin (Villehardouin, 1160 körül – 1213) középkori francia történetíró, keresztes lovag.

## Élete
1160 körül született Villehardouin várkastélyban, Bar-sur-Aube mellett, Champagne Grófságban. Részt vett a IV. (latin) keresztes háborúban.

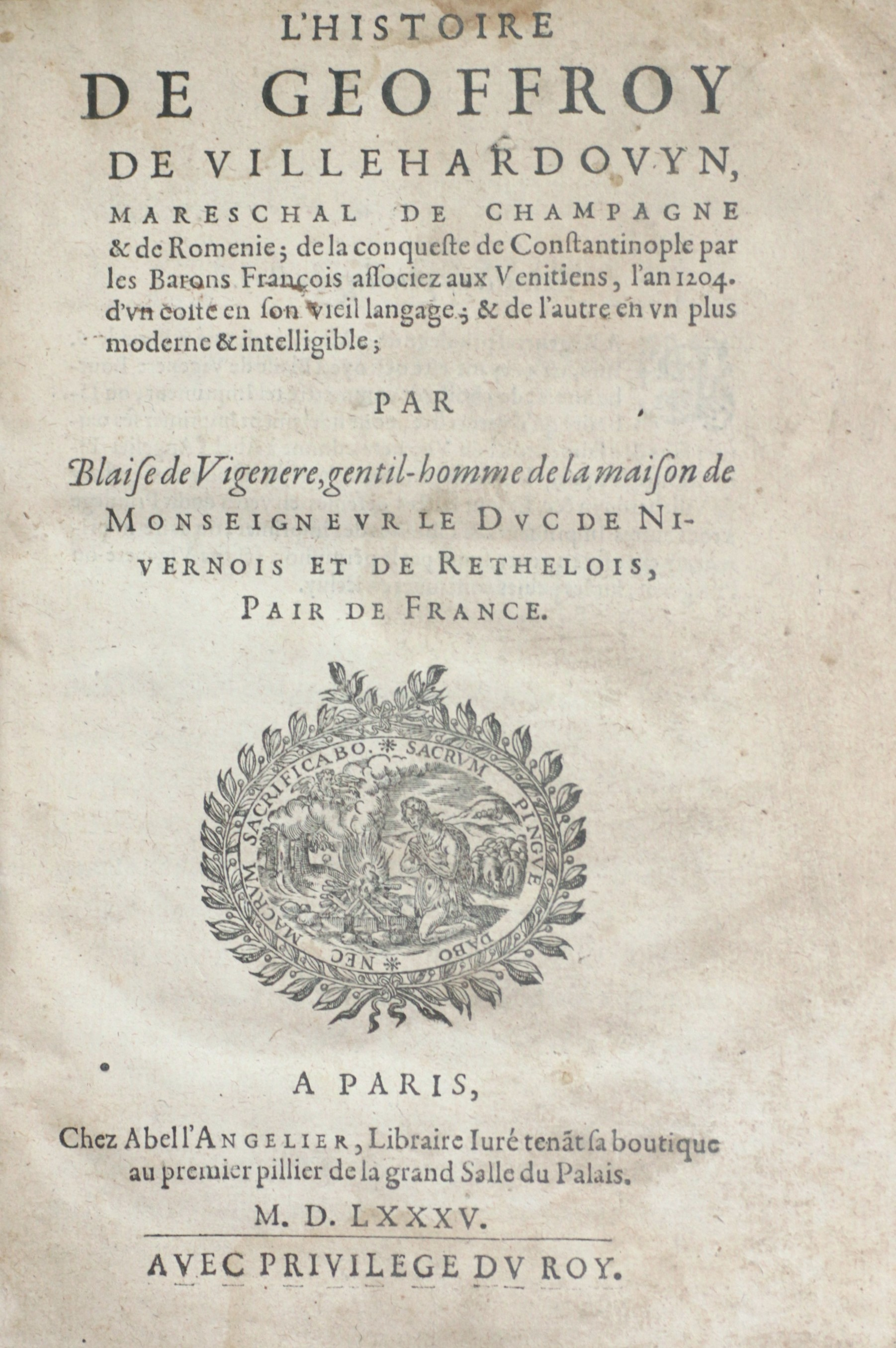
Villehardouin krónikája a negyedik keresztes háborúról (1585)

1201-ben, mint a francia keresztesek követe Velencébe ment, hogy azok Egyiptomba szállításáról alkudozzon. Az Enrico Dandolo dózse által Zára elfoglalására indított expedícióban is jelen volt, ahogy 1204-ben Konstantinápoly bevételénél és a Bizánci Birodalom ideiglenes megbuktatásánál is. Az új császár, I. Balduin latin császár terjedelmes földbirtokot adományozott neki hűbérül a Hebrus mentén és marsalljává nevezte őt ki. Drinápolynál megmentette a francia sereget a bolgárokkal szemben a teljes megsemmisüléstől. Megírta a negyedik keresztes hadjárat történetét ófrancia nyelven Histoire de la conquête de Constantinople címen, amely a középkori francia próza egyik legelső terméke. Unokaöccse, V. Geoffroy örökölte méltóságát, akháj fejedelem lett, és egy francia dinasztiát alapított, amely a 14. század elejéig uralkodott.

## Részlet történeti művéből
“A többi keresztes elárasztván a várost, nagy zsákmányra tett szert, s oly nagy volt ez a zsákmány, hogy senki nem tudná elsorolni: arany, ezüst, arany- ezüstneműk, drágakövek, atlaszkelmék, selyemruhák, mókusprém, hermelinbundák, s mindenféle drága holmi, melyekhez foghatót sehol másutt nem találni. És Geoffroy de Villehardouin, Champagne marsallja az igazsághoz híven tanúsíthatja, hogy mióta világ a világ, egyetlen városban sem tettek még szert ekkora zsákmányra. Mindenki abban az épületben szállt meg, amelyik néki tetszett, és igen sok ház közül lehetett választani … És joggal dicsérhették az Urat: mert együttvéve nem több, mint húszezer harcossal és Isten segítségével négyszázezer vagy még ennél is több embert kerítettek hatalmukba a föld legnagyobb és legjobban megerősített városában”

## Magyarul
- Bizánc megvétele; ford., jegyz. Szabics Imre, utószó Kozma Béla; Európa, Bp., 1985